# Cystopteris
Cystopteris es un género de helechos perteneciente a la familia  Cystopteridaceae. Tiene una distribución cosmopolita. Comprende 113 especies descritas y de estas, solo 23 aceptadas.

## Descripción
Rupícolas o terrestres; con rizoma corta a largamente rastrero, escasamente escamoso; hojas monomorfas; pecíolo comúnmente más corto que la lámina, no articulado, glabro o con algunas escamas esparcidas, esclerosadas, de color oscuro en la base y pajizo u oscuro en la parte superior; lámina hasta 40 x 12 cm, lanceolada o deltada atenuada, 2-3-pinnado-pinnatífida, herbácea o membranácea; pinnas deltadas a ovadas, anádromas, el par basal cortamente pediculado; nervaduras libres, terminando en el diente o en emarginaciones poco profundas; soros redondos; indusio ovado a lanceolado, hialino, unido a la base del receptáculo en el lado costal y arqueado sobre el soro hacia el margen, fugaz e inconspicuos en la madurez; esporas bilaterales, equinadas; tiene un número de cromosomas de x=42.

## Taxonomía
El género fue descrito por Johann Jakob Bernhardi  y publicado en Neues Journal für die Botanik 1(2): 26. 1805. La especie tipo es: Cystopteris fragilis (L.) Bernh.

## Especies aceptadas
A continuación se brinda un listado de las especies del género Cystopteris aceptadas hasta mayo de 2013, ordenadas alfabéticamente. Para cada una se indica el nombre binomial seguido del autor, abreviado según las convenciones y usos.
- Cystopteris alpina (Jacq.) Desv.
- Cystopteris bulbifera (L.) Bernh.
- Cystopteris deqinensis Z.R. Wang
- Cystopteris diaphana (Bory) Blasdell
- Cystopteris fragilis (L.) Bernh.
- Cystopteris guizhouensis X.Y. Wang & P.S. Wang
- Cystopteris javensis (Willd.) Desv.
- Cystopteris laurentiana (Weath.) Blasdell (pro hybr.)
- Cystopteris membranifolia Mickel
- Cystopteris millefolia Mickel & Tejero
- Cystopteris modesta Ching
- Cystopteris montana (Lam.) Bernh. ex Desv.
- Cystopteris moupinensis Franch.
- Cystopteris pellucida (Franch.) Ching
- Cystopteris protrusa (Weath.) Blasdell
- Cystopteris reevesiana Lellinger
- Cystopteris regia (L.) Desv.
- Cystopteris stipellata (T. Moore) Alderw.
- Cystopteris sudetica A. Braun & Milde
- Cystopteris tenuis (Michx.) Desv.
- Cystopteris tibetica Z.R. Wang
- Cystopteris utahensis Windham & Haufler
- Cystopteris villosa (Bory ex Willd.) Desv.